# الدوري الشمالي الممتاز 1984–85
الدوري الشمالي الممتاز 1984–85 هو موسم من دوري الشمال الممتاز ‏. فاز فيه ستافورد رينجرز.